# Lucien Noël
Lucien Noël war ein französischer Hersteller von Automobilen.

## Unternehmensgeschichte
Lucien Noël gründete 1913 in Courbevoie das Unternehmen, das seinen Namen trug, und begann mit der Produktion von Automobilen. Der Markenname lautete Noël. Etwa 1921 endete die Produktion.

## Fahrzeuge
Hergestellt wurden Cyclecars. Anfangs gab es die Version 8,9 CV mit einem Zweizylindermotor. Der Anzani Zweizylindermotor hatte 1078 cm³ Hubraum mit 85 mm Bohrung und 95 mm Hub. Die beiden Sitzen des Fahrzeugs waren hintereinander angeordnet, der Fahrer saß hinten. Nach dem Ersten Weltkrieg erschien das Nachfolgemodell. Es war mit einem Vierzylindermotor mit 904 cm³ Hubraum von Ruby ausgestattet und bot zwei Personen nebeneinander Platz. Die Fahrzeuge wurden auch bei Autorennen eingesetzt.